# Landesseilbahngesetz
Landesseilbahngesetze regeln den Betrieb und die Ausführung von Seilbahnen in den einzelnen deutschen Ländern.
Auf Grundlage der Richtlinie 2000/9/EG des Europäischen Parlaments und des Rates vom 20. März 2000 über Seilbahnen für den Personenverkehr müssen alle Bundesländer ein Landesseilbahngesetz haben, unabhängig davon, ob tatsächlich eine Seilbahn in dem jeweiligen Bundesland betrieben wird.